# بني مؤمنة
قرية بنى مؤمنة هي إحدى القرى التابعة لمركز ببا في محافظة بني سويف في جمهورية مصر العربية. حسب إحصاءات سنة 2006، بلغ إجمالي السكان في بنى مؤمنة 4456 نسمة، منهم 2205 رجل و2251 امرأة.